# فهرست استانداران ایلام
این فهرست اسامی استانداران استان ایلام، (از سال تشکیل استان در سال ۱۳۵۳ تاکنون) می‌باشد.
با تصویب هیئت وزیران در ۱۷ فروردین ۱۳۵۳، فرمانداری کل ایلام به به استان ایلام تبدیل شد.

## فرمانداران کل
- مهدی رئوفی
- سرلشکر اسدالله ایلخانی: ۲۵ آذر ۱۳۵۰[۲] تا دی ۱۳۵۱
- اصغر افراسیابی: ۱۹ دی ۱۳۵۱[۳] تا ؟

## استانداران

### پهلوی
1. اصغر افراسیابی: ۱۳۵۳ تا ۱۳۵۷

- ناصر مجیدیه: ۱۳۵۷ (پیش از رسیدن، درگذشت.)

### جمهوری اسلامی
| ر. | نام                     | شروع            | پایان          | مدت    | دولت         | رئیس دولت | م.     |
| -- | ----------------------- | --------------- | -------------- | ------ | ------------ | --------- | ------ |
| ۲  | سید اسدالله امیرقهرمانی | ۵ اردیبهشت ۱۳۵۸ | ۱ مهر ۱۳۵۸     |        | موقت         | بازرگان   |        |
| ۳  | کیومرث فرجاد            | ۲ مهر ۱۳۵۸      | ۱ مرداد ۱۳۵۹   | ۱۰ ماه | شورای انقلاب |           |        |
| ۴  | اصغر ابراهیمی اصل       | ۱ مرداد ۱۳۵۹    | ۱۳۶۰           | ۱۱ ماه |              | رجایی     |        |
| ۵  | اکبر ترکان              | ۱ تیر ۱۳۶۰      | ۴ مرداد ۱۳۶۱   | ۲۵ ماه |              |           |        |
| ۵  | اکبر ترکان              | ۱ تیر ۱۳۶۰      | ۴ مرداد ۱۳۶۱   | ۲۵ ماه | سوم          | موسوی     |        |
| ۶  | عبدالرضا هاشم‌زائی       | ۴ مرداد ۱۳۶۲    | ۱۳ تیر ۱۳۶۳    | ۱۱ ماه | سوم          | موسوی     | [ ۴ ]  |
| ۷  | زین‌العابدین یوسفی‌عطائی  | ۴ اسفند ۱۳۶۳    | ۱۳۶۴           | ۱۵ ماه | سوم          | موسوی     |        |
| ۸  | سید کاظم میرولد         | ۴ دی ۱۳۶۴       | ۵ مرداد ۱۳۶۷   | ۳۲ ماه | چهارم        | موسوی     | [ ۵ ]  |
| ۹  | احمد حسینی              | ۵ مرداد ۱۳۶۷    | ۳۰ شهریور ۱۳۶۹ | ۲۹ ماه | چهارم        | موسوی     | [ ۶ ]  |
| ۹  | احمد حسینی              | ۵ مرداد ۱۳۶۷    | ۳۰ شهریور ۱۳۶۹ | ۲۹ ماه | پنجم         | هاشمی     |        |
| ۱۰ | یحیی محمدزاده           | ۳ آذر ۱۳۶۹      | ۲۳ اسفند ۱۳۷۲  | ۴۰ ماه | پنجم         | هاشمی     | [ ۷ ]  |
| ۱۱ | علی‌اکبر شعبانی‌فرد جهرمی | ۲۳ اسفند ۱۳۷۲   | ۲۰ مهر ۱۳۷۶    |        | ششم          | هاشمی     |        |
| ۱۲ | عبدالمحمد زاهدی         | ۲۰ مهر ۱۳۷۶     | ۱۶ مرداد ۱۳۷۹  | ۳۳ ماه | هفتم         | خاتمی     | [ ۸ ]  |
| –  | فریبرز محمودیان سرپرست  | مرداد ۱۳۷۹      | مهر ۱۳۷۹       |        | هفتم         | خاتمی     |        |
| ۱۳ | محمود زمانی قمی         | ۳ مهر ۱۳۷۹      | ۲۸ مرداد ۱۳۸۲  |        | هفتم         | خاتمی     | [ ۹ ]  |
| ۱۳ | محمود زمانی قمی         | ۳ مهر ۱۳۷۹      | ۲۸ مرداد ۱۳۸۲  | هشتم   |              | خاتمی     |        |
| ۱۴ | کریم شورانگیز           | ۲۸ مرداد ۱۳۸۲   | ۲۶ مهر ۱۳۸۳    | ۱۴ ماه | [ ۱۰ ]       | خاتمی     |        |
| ۱۵ | سید محمد احمدی          | ۲۶ مهر ۱۳۸۳     | ۶ آذر ۱۳۸۴     | ۱۳ ماه | [ ۱۱ ]       | خاتمی     |        |
| ۱۶ | علی‌محمد آزاد            | ۶ آذر ۱۳۸۴      | ۹ تیر ۱۳۸۷     |        | نهم          | احمدی‌نژاد | [ ۱۲ ] |
| ۱۷ | میرمحمد غراوی           | ۹ تیر ۱۳۸۷      | ۲۱ مهر ۱۳۸۸    |        | نهم          | احمدی‌نژاد | [ ۱۳ ] |
| –  | صحبت‌الله رحمانی سرپرست  | ۲۱ مهر ۱۳۸۸     | ۱۳ دی ۱۳۸۸     | ۳ ماه  | دهم          | احمدی‌نژاد |        |
| ۱۸ | مجتبی اعلایی            | ۱۳ دی ۱۳۸۸      | ۳ آبان ۱۳۹۱    | ۳۴ ماه | دهم          | احمدی‌نژاد | [ ۱۴ ] |
| ۱۹ | محمود عباس‌زاده          | ۳ آبان ۱۳۹۱     | ۱۴ مهر ۱۳۹۲    |        | دهم          | احمدی‌نژاد | [ ۱۵ ] |
| ۲۰ | محمدرضا مروارید         | ۱۴ مهر ۱۳۹۲     | ۲ مهر ۱۳۹۶     |        | یازدهم       | روحانی    |        |
| ۲۱ | قاسم سلیمانی دشتکی      | ۲ مهر ۱۳۹۶      | ۲۶ بهمن ۱۳۹۹   |        | دوازدهم      | روحانی    |        |
| –  | محمد نوذری              | ۲۶ بهمن ۱۳۹۹    | ۲۰ اسفند ۱۳۹۹  |        | دوازدهم      | روحانی    |        |
| ۲۲ | محمد نوذری              | ۲۰ اسفند ۱۳۹۹   | ۳۰ آبان ۱۴۰۰   |        | دوازدهم      | روحانی    |        |
| ۲۳ | حسن بهرام‌نیا            | ۳۰ آبان ۱۴۰۰    | ۱۶ آبان ۱۴۰۳   |        | سیزدهم       | رئیسی     | [ ۱۶ ] |
| ۲۴ | احمد کرمی               | ۱۶ آبان ۱۴۰۳    | متصدی          |        | چهاردهم      | پزشکیان   | [ ۱۷ ] |